# 마크 밀리건
마크 대니얼 밀리건(영어: Mark Daniel Milligan, 1985년 8월 4일 ~ )는 오스트레일리아의 은퇴한 축구 선수로서, 포지션은 중앙 미드필더, 수비형 미드필더, 중앙 수비수 및 풀백이었다.

## 클럽 경력
2002년 노던 스피릿에 입단하며 성인 무대에 데뷔하였고 A-리그가 창설된 후 시드니 FC로 이적하였다. 시드니에서의 첫 시즌엔 시즌 개막 이전 당한 부상으로 리그 중반까지 출전하지 못하다 14라운드 퍼스 글로리와의 경기에 출전하여 데뷔전을 치렀다.
2007년 아시안컵이 끝난 이후 유럽 진출을 모색하였고 FC 메스, RC 랑스 등의 클럽과 링크되었으나 모두 불발되었다. 이후 잉글랜드와 독일, 포르투갈 등 여러 국가의 클럽들에서 러브콜을 받았으나 모두 진전없이 종결되었고 2008년 뉴캐슬 제츠로 이적하였다.
2009년 1월 중국 슈퍼리그의 상하이 선화로 이적하였다. 그 해 5월 19일 가시마 앤틀러스와의 AFC 챔피언스리그 경기에서 밀리건은 상하이 데뷔골을 기록했다. 2010시즌을 앞두고 마크 밀리건은 J2리그로 강등된 제프 유나이티드 이치하라 지바에 이적했다. 하지만 2011년에 발생한 동일본 대지진으로 인해 그는 가족들의 안전에 대한 걱정을 가지게 되었으며, 이 지진으로 인해 J2리그의 일정이 중단되자, 그의 소속팀인 제프 유나이티드는 그가 시드니 FC로 이적하는 것을 허락했다. 하지만 시드니 FC로 임대가기 직전 시드니와 멜버른과의 선수 거래로 인해 그는 멜버른 빅토리로 임대되었다. 따라서 그는 2011-12시즌에 멜버른 빅토리에서 뛰게 되었다. 2012년 3월 그는 일본으로 돌아갔고, 제프 유나이티드와의 계약이 풀렸다. 이후 그는 멜버른과 3년 계약을 체결했다. 2012-13시즌에 마크 밀리건은 주로 수비형 미드필더로 출장했으며 이 시즌 리그 최고의 미드필더가 되었다. 이 시즌에 마크 밀리건은 8골을 득점했으며, 중요한 순간마다 득점을 기록하였다. 특히 퍼스 글로리와의 엘리미네이션 파이널 경기에서 후반 추가시간 득점을 기록하면서 팀을 다음 스테이지에 진출시키기도 했다. 2013시즌을 앞두고 마크 밀리건은 에이드리언 레이어의 뒤를 이어서 멜버른의 주장으로 선임되었다. 이 시즌에 마크 밀리건이 프리미어리그로 승격한 크리스탈 팰리스 FC로 이적한다는 루머가 돌기도 했다. 하지만 실제로 이적이 이루어지지는 않았고, 마크 밀리건은 주장으로 팀을 이끌며 팀을 리그 4위에 올렸다.
2014-15시즌 종료 이후 마크 밀리건은 UAE 아라비안 걸프 리그의 바니야스 SC로 이적했다.
2017-18시즌을 앞두고 멜버른 빅토리로 돌아왔다.
2018년 1월 28일 사우디아라비아의 알아흘리 사우디 FC로 이적했다. 등번호는 5번으로 [2월 4일 알이티하드 FC와의 경기에서 사우디리그 데뷔전을 가졌다.
2018년 8월 18일 스코티시 프리미어십의 하이버니언 FC와 계약했다.
2019년 7월 1일에 사우스엔드 유나이티드 FC와 계약했다.

## 국가대표 경력
20세의 어린 나이에 2006년 독일 월드컵 최종 엔트리에 포함되었는데, 밀리건은 대부분 해외파로 구성된 호주 대표팀의 엔트리 중 2명의 A-리그 소속 선수 중 한 명이었다. 이듬 해에 열린 2007년 아시안컵 엔트리에도 포함되어 활약하였으나 일본과의 준결승에서 범한 수비 실수로 다카하라 나오히로에게 동점골을 내주며 패배의 빌미를 제공하기도 하였다.
2011년 브리즈번의 선코프 스타디움에서 열린 인도네시아와의 2011년 AFC 아시안컵 예선 경기에서 국가대표팀 데뷔골을 기록했다. 이 골로 오스트레일리아 대표팀은 아시안컵 본선 무대 진출을 확정했다.
2010년 FIFA 월드컵 오스트레일리아 축구 국가대표팀 최종 멤버에 포함되었다.
2014년 FIFA 월드컵 참가를 위한 오스트레일리아 축구 국가대표팀 멤버에 포함되었다. 마크 밀리건은 이 대회에서 조별리그 첫 경기인 칠레와의 경기에 출전했다.
2015년 AFC 아시안컵에는 팀의 핵심멤버로 대회에 참여했다. 개막전인 쿠웨이트전에 뛰지 못했지만, 이후 대한민국과의 결승전을 포함해서 5경기를 뛰었다. 또한 조별예선 2차전인 오만과의 경기에서 1득점을 하기도 했다.
2018년 FIFA 월드컵 최종 명단에 포함되었으며, 트렌트 세인스버리와 함께 중앙수비로 활약했다.
2019년 AFC 아시안컵에 참여했다.